# 1990 en gymnastique
| Années de la gymnastique : 1987 - 1988 - 1989 - 1990 - 1991 - 1992 - 1993    |
| Décennies de la gymnastique : 1960 - 1970 - 1980 - 1990 - 2000 - 2010 - 2020 |

Cet article présente les faits marquants de l'année 1990 en gymnastique.